# تاكيتو
تاكيتو (بالإسبانية: Taquito) ويعني حرفياً «تاكو صغير»، ويسمى كذلك «تاكو دورادوس» (tacos dorados) أو «التاكو الملفوف» (rolled taco) أو «فلاوتا» (flauta) ويعني حرفياً «الفلوت»، هو طبق مكسيكي يتكون عادةً من تُرتيَّة صغيرة الحجم محشية وملفوفة، وقد تتضمن الحشوة لحم البقر أو الجبن أو الدجاج. ومن ثم تُقلى التُّرتيَّة المحشوة عميقاً أو تشوح فقط حتى تصبح مقرمشة. غالباً ما يُقدم هذا الطبق مع الكريمة الحامضة أو الغواكامولي. يُعرف الطبق باسم «فلاوتاس» (flauta) عندما تكون قطع لفائف التُّرتيَّة كبيرة مقارنةً بنظرائها من «التاكيتو»، ويمكن إعداد الطبق باستخدام تُرتيَّة القمح أو تُرتيَّة الذرة على الرغم من أن استخدام تُرتيَّة الذرة تقليديٌ أكثر.

## التاريخ
تمت الإشارة إلى التاكيتو أو التاكو الصغير في كتاب «المعجم التمهيدي لجديد الإسبانية المكسيكية» (A preliminary glossary of New Mexican Spanish) الصادر عام 1917. أعطي التعريف الحديث لمصطلح «تاكيتو» (taquito) كـ«تُرتيَّة ملفوفة» في الكتاب الصادر عام 1929 والذي يتحدث عن قصص أشخاص مكسيكيين في الولايات المتحدة. تمت الإشارة إلى مصطلح «تاكيتوس» دون تعريف عام 1932 في أحد أعداد «مجلة مدرسة لوس أنجلوس» (Los Angeles School Journal).
غالباً ما يعود الفضل لإثنان من مطاعم جنوب كاليفورنيا لدورهما المبكر في تطوير التاكيتو. تأسس مطعم «سيليتو ليندو» (Cielito Lindo) الواقع في شارع أولفيرا في لوس أنجلوس بواسطة أورورا غيريرو في عام 1934، استخدمت ابنة غيريرو وصفة التاكيتو الخاصة بها لفتح سلسلة المطاعم في لوس أنجلوس، وسرعان ما بدأ المنافسون يبيعون أطباقًا مماثلة. بدأ مطعم إل إنديو المكسيكي (El Indio Mexican Restaurant) في سان دييغو ببيع التاكيتوس خلال الحرب العالمية الثانية، عندما طلب عمال شركة كونسوليتيد آيركرافت من مالك مصنع تُرتيَّة رالف بيسكيريا الأب الواقع في الشارع المقابل أن يصنع لهم مادة غذاء محمولة، أدعى بيسكيريا الذي استخدم وصفة طورتها جدته المكسيكية الفضل في إعطاء اسم «تاكيتو» للطبق.
كان التاكيتوس من بين أوائل المواد الغذائية المكسيكية التي تم تطويرها لتباع كطعام مجمد، مع تقديم ِشركة فان دي كامب لتاكيتو مجمدة ناجحة بحلول عام 1976. قررت حكومة الولايات المتحدة أنه يجب أن يحتوي التاكيتو على 15% على الأقل من اللحم.
غالبًا ما تسمى التاكيتو المقلي المباع في المكسيك باسم تاكوس دورادوس (التاكو الذهبي). ويقدم معالملفوف أو الكريما (قشدة حامضة مكسيكية) أو الغواكامولي أو صلصة الفلفل الأخضر الحار أو صلصة الفلفل الحار الأحمر وجبن مكسيكي مثل الجبنة البيضاء «كيسو فريكو» (queso fresco).